# Joseph Räber (Verleger)

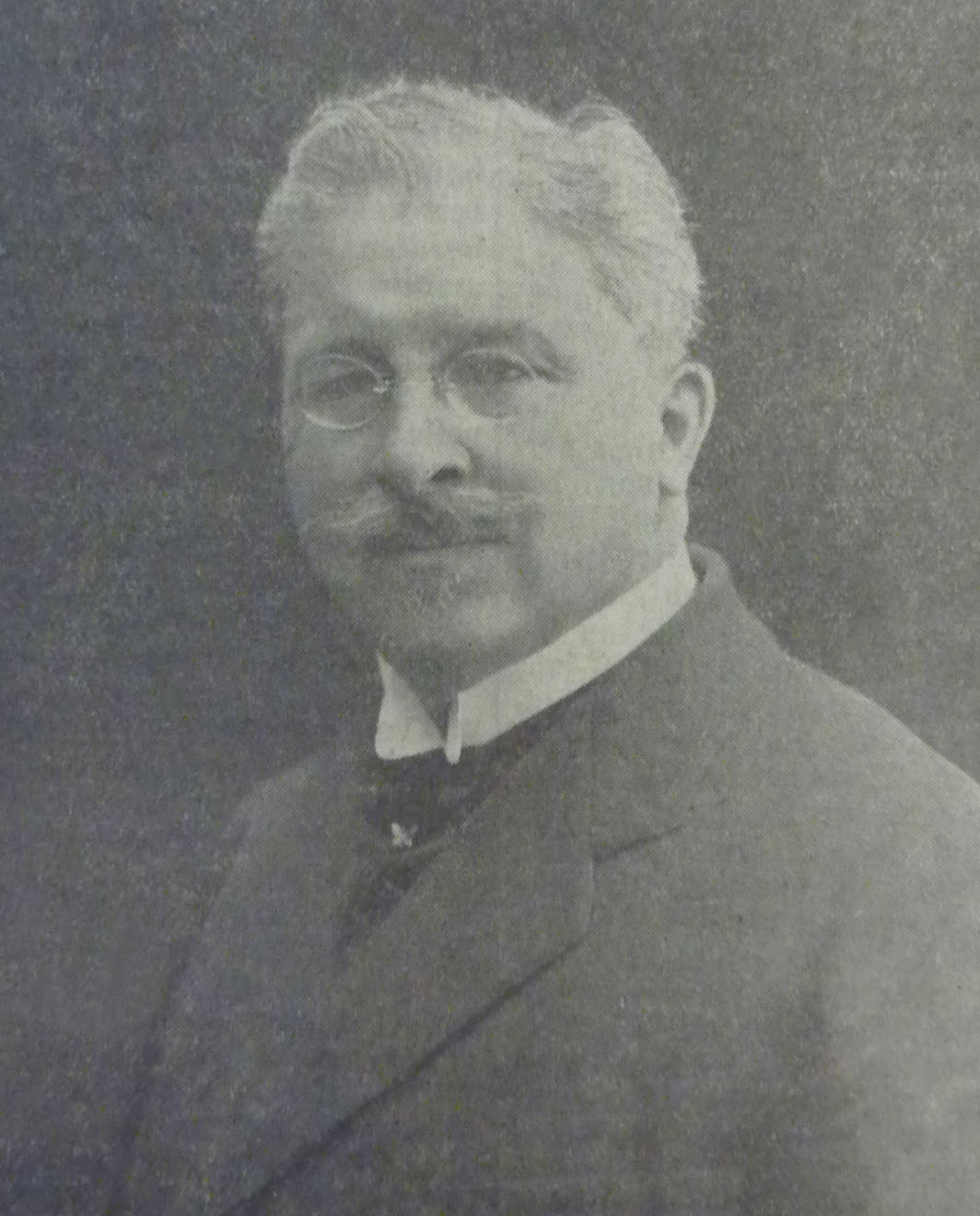
Joseph Räber-Schryber

Heinrich Joseph Alois Räber (auch Josef Räber; * 19. Juni 1860 in Luzern; † 12. April 1934 in Rom; heimatberechtigt in Ebikon und seit 1924 auch in Luzern) war ein Schweizer Verleger der katholischen Presse und Buchdrucker.

## Leben
Joseph Räber wurde als einziger Sohn des langjährigen Redaktors, Druckers und Mitverlegers der Luzerner Zeitung Heinrich Räber (1818–1870) und der Katharina geborene Jurt (1826–1896) geboren und wuchs mit seinen Schwestern Maria (1859–1931) und Elise (1866–1927) in Luzern auf. Nach dem Besuch der Stadt- und der Realschule erlernte er im väterlichen Betrieb Gebrüder Räber den Buchdruckerberuf. Nach der bestandenen Buchdruckerprüfung führte ihn sein Weg in die Zentren des Buchdrucks nach Freiburg im Breisgau, Köln, Leipzig, Wien und Paris und vor allem in die Vatikanische Druckerei in Rom, wo er seine lebenslange Liebe zu dieser Stadt begründete, die zu seiner zweiten Heimat wurde.
Ab 1897 war er zusammen mit den Cousins 2. Grades Bernhard Räber-Zemp (1863–1946) und Josef Räber-Hauser (1866–1948) Teilhaber des seit 1893 als Räber & Cie. firmierenden Unternehmens, dessen Hauptaufgabe der Druck der 1871 zum Vaterland umbenannten und nun von der Vaterland AG herausgegebenen Zeitung war. Er wirkte bald in den beruflichen Organisationen mit, die ihn in ihren Vorstand beriefen. Er gehörte mit Gustave-Adolphe Niestlé, Louis Sperlé und Emanuel Wackernagel zu den Gründern des «Vereins der Buchdruckereibesitzer mit Blattverlag» und zu den Initianten, die im Jahre 1899 den daraus hervorgegangenen Schweizerischen Zeitungsverlegerverein (heute Verband Schweizer Medien) gründeten. Der junge Verein berief ihn als Vizepräsidenten sofort in den Vorstand, den er nach dem Hinschied des zweiten Präsidenten, des Obersten Hermann Jent, von 1915 bis 1929 präsidierte. Seine Kollegen wollten nach seinem wegen verminderten Hörvermögens erfolgten Rücktritt nicht auf seine Mitarbeit verzichten, übertrugen ihm das Vizepräsidium und ordneten ihn in zahlreiche Kommissionen ab, «in der Gewissheit, dass er alle ihm übertragenen Aufgaben gewissenhaft erfüllen werde». Sie wählten ihn zudem zum ersten Ehrenmitglied des Vereins. Er blieb auch bis zu seinem Tod 1934 Mitglied des Leitenden Ausschusses.
Obwohl das Vaterland nicht nur eine Geschäftsbeziehung als Drucker war, sondern nach eigener Aussage eine «Herzensangelegenheit», entstanden in den wirtschaftlich schwierigen 1930er Jahren Probleme in der Partnerschaft. Der Präsident der Vaterland AG Heinrich Walther sah 1932 «die Ursache der finanziellen Misere vorab auch in dem engen Zusammenhange und der Abhängigkeit unserer Gesellschaft von der Firma Räber & Cie.». Joseph Räber hingegen ortete den Grund der Probleme vielmehr in den ungenügenden Anstrengungen der Annoncenagentur Publicitas bei der Akquirierung von Inseraten. Unter seinem Sohn Franz Räber eskalierte der Konflikt, der schliesslich Ende 1959 mit der Gründung einer eigenen Druckerei des Vaterlands und der endgültigen Trennung zwischen dem Vaterland und der Buchdruckerei Räber endete. Zu dieser Zeit hatte Bernhard Räber, Vetter des 1948 verstorbenen Franz, die Leitung des 1959 in Räber & Cie. AG umbenannten Unternehmens inne. Sie wurde 1969 weiter in Raeber AG Luzern umbenannt. Die Druckerei wurde 1991, die Buchhandlungen 2001 verkauft.

## Mandate
Räber war Mitglied im Schweizerischen Pressverein, Mitbegründer und langjähriges Mitglied des Zentralschweizerischen Pressvereins und des katholischen Presseverbands sowie Mitglied und Präsident der Lehrlingsprüfungskommission.
Von Mitte 1899 bis Mitte 1907 war er für die Katholisch-Konservativen Mitglied des Grossen Stadtrates Luzern. Während etlicher Jahre war er zudem Rektor der kaufmännischen Fortbildungsschule und der Theaterkommission.

## Ehrungen
- Komturkreuz des Gregoriusordens durch Papst Pius XI. für seine Verdienste um die Erstellung des Denkmals für die Verteidiger des Vatikans beim Sacco di Roma 1527 und die Herausgabe der Schweizergarde-Geschichte von Robert Durrer

## Privates
Joseph Räber war verheiratet mit Anna geborene Schryber (auch: Schriber; 1858–1924). Das Paar hatte zwei Söhne und sechs Töchter: Anna «Annie» Wyss-Räber (1887–1934), Franz Räber-Jucker (1888–1948), Klara Räber (1889–1926), Josefa «Josy» Zehnder-Räber (1891–1955, ab 1939 wieder Josefa Räber), Rosalia Räber (1892–1909), Luise Räber (1893–1981), Anton Räber (1895–1912) und Martha Räber (1898–1976). Die Kinder, die ihn überlebten, besuchten ihn in Rom am Todeslager. Der Sohn Franz Räber wurde Nachfolger Joseph Räbers als Leiter der Buchdruckerei Räber & Cie.
Räber war theater- und opernbegeistert. Er leitete jahrzehntelang die Aufführungen des katholischen Männervereins und der Rosalischen Gesellschaft und arbeitete bei den Opernaufführungen des Vereins Junger Kaufleute mit. Er machte sich auch verdient um die Gründung des Richard-Wagner-Museums in Tribschen.
Jedes Jahr leitete er eine Pilgerfahrt nach Rom, wo er jeweils im Offiziersquartier der Schweizergarde wohnte; zu ihr verbanden ihn besonders gute Beziehungen. Er starb auf seiner jährlichen Pilgerfahrt in Rom im 74. Altersjahr an einer Lungenentzündung.